# كلاوس إم. شميت
كلاوس إم. شميت (بالألمانية: Klaus M. Schmidt)‏ هو اقتصادي وأستاذ جامعي ألماني، ولد في 16 يونيو 1961.